# Family Circle Cup 1983
Il Family Circle Cup 1983 è stato un torneo di tennis giocato sulla terra verde.
È stata l'11ª edizione del Family Circle Cup, che fa parte del Virginia Slims World Championship Series 1983.
Si è giocato al Sea Pines Plantation di Hilton Head Island negli Stati Uniti dal 4 al 10 aprile 1983.

## Campionesse

### Singolare
Martina Navrátilová ha battuto in finale  Tracy Austin con il punteggio di 5–7, 6–0, 6–1

### Doppio
Martina Navrátilová /  Candy Reynolds hanno battuto in finale  Andrea Jaeger /  Paula Smith con il punteggio di 6–2, 6–3